# Аккузево
Акку́зево (рос. Аккузево, башк. Аҡкүҙ) — село у складі Ілішевського району Башкортостану, Росія. Адміністративний центр Аккузевської сільської ради.
Населення — 492 особи (2010; 555 у 2002).
Національний склад:
- башкири — 81 %